# Élisabeth de Brunswick-Wolfenbüttel (1567–1618)
Élisabeth de Brunswick-Wolfenbüttel (23 février 1567 au Château de Hessen dans le land de la Hesse – 24 octobre 1618 à Otterndorf) était une noble allemande. Elle est princesse de Brunswick-Wolfenbüttel, par la naissance et par son premier mariage comtesse de Holstein-Schauenbourg , puis par son second mariage duchesse de Brunswick-Harbourg.

## Biographie
Élisabeth est la fille du duc Jules de Brunswick-Wolfenbüttel (1528-1589) de son mariage avec Hedwige (1540-1602), fille de l'électeur Joachim II Hector de Brandebourg.
En 1568, l'Abbaye de Gandersheim est devenue protestante, sous la pression de Jules. Cependant, l'abbesse, Marguerite de Chlum est encore catholique. Jules essaie de faire élire Élisabeth à sa place. Toutefois, l'Abbaye et son chapitre refusent de le faire. En 1582, Jules abandonne ce plan et commence à rechercher un mari convenable pour Élisabeth.
Élisabeth se marie une première fois le 6 mai 1583 à Wolfenbütel avec Adolphe XIV de Schaumbourg (1547-1601). Ils ont un fils, Jules (1585-1601), mort quelques mois avant son père.
Après la mort d'Adolphe, elle se remarie le 28 octobre 1604 au château de Harbourg avec le duc Christophe de Brunswick-Harbourg (1570-1606). Il meurt deux ans plus tard, après une chute. Le couple n'a pas d'enfants.
De 1609 à 1617, Élisabeth vit à Brême. En 1617, elle retourne à Harbourg. Elle est morte un an plus tard, à Otterndorf. Elle est enterrée à Harbourg, à côté de son second mari.